# José Castán Tobeñas
José Castán Tobeñas (Zaragoza, 11 de julio de 1889-Madrid, 10 de junio de 1969) fue un jurista español, especialmente destacado por sus trabajos sobre el derecho civil, que llegó a ser presidente del Tribunal Supremo entre 1945 y 1967, siendo, asimismo, por razón de su cargo, procurador en las Cortes franquistas durante las nueve primeras legislaturas.

## Carrera profesional y docente
Se licenció en Derecho por la Universidad de Zaragoza en 1911. Luego se trasladó a Madrid para realizar el doctorado, que obtuvo con premio extraordinario. Ocupó la cátedra en la Universidad de Barcelona después de haber obtenido la de Murcia, donde había llegado a comienzos del curso 1919-1920. Fue nombrado catedrático numerario de Derecho civil de la Universidad de Barcelona y permaneció en su nuevo puesto menos de dos años, hasta que la Junta de Profesores de la Facultad de Derecho de la Universidad de Valencia (1922) le nombró junto a Enrique de Benito para formar una comisión que elaborase el nuevo plan de estudios de la licenciatura en Derecho, aunque no se adoptaron todos los criterios propuestos por ellos.
En 1933, durante la Segunda República, Castán Tobeñas fue nombrado magistrado de la Sala de lo Civil del Tribunal Supremo. Durante la guerra civil, fiel a su cargo acompañó al Alto Tribunal en sus traslados a las ciudades de Valencia y Barcelona. Finalizada la guerra, volvió a la Universidad de Zaragoza tras la anulación por parte del régimen franquista de los nombramientos judiciales de la República. Tras ser sometido a un consejo de guerra, fue absuelto y en 1940 se le concedió su antigua plaza en la Sala Segunda, permaneciendo en dicho cargo hasta su jubilación en 1967. Fue miembro de la Real Academia de Jurisprudencia y Legislación, del Instituto de Derecho Procesal y de la Comisión de Codificación.
En 1945 fue nombrado presidente del Tribunal Supremo, y cabe destacar el discurso que pronunció en la solemne apertura de los tribunales celebrada el 18 de septiembre de 1954 titulado "Los derechos de la mujer y la solución judicial de los conflictos conyugales". Consejero del Reino, presidente de la Junta Central del Censo, presidente de la Real Academia de Jurisprudencia y Legislación, académico de Ciencias Morales, director de la Revista Legislación y Jurisprudencia, catedrático de Universidad y decano de la Facultad de Derecho.

## Parlamentario
Procurador en las Cortes durante el franquismo en representación de los Altos Organismos, procurador nato por su condición de presidente del Tribunal Supremo de Justicia en la I Legislatura de las Cortes Españolas (1943-1946).

## Obras publicadas
- Derecho civil español, común y foral. Introducción y parte general. v.I, Teoría de la relación jurídica. La persona y los derechos de la personalidad. ISBN 978-84-290-1109-8 - 978-84-290-1019-0 - 84-290-1109-9 - 978-84-290-1284-2 - 84-290-1284-2 - 978-84-290-1286-6 - 84-290-1019-X - 84-290-1286-9.
- Derecho civil español, común y foral. Derecho de cosas. v. II, Los derechos reales restringidos.
- Derecho civil español, común y foral. v.III. Derecho de obligaciones. La obligación y el contrato en general. Editorial Reus. Madrid, 1977 - ISBN 84-290-1215-X, págs. 399 a 608.
- Derecho civil español, común y foral. v.IV. Derecho de obligaciones. Las particulares relaciones obligatorias. Editorial Reus. Madrid, 1977 - ISBN 84-290-1177-3.